# Pseudonapomyza similis
Pseudonapomyza similis är en tvåvingeart som beskrevs av Spencer 1985. Pseudonapomyza similis ingår i släktet Pseudonapomyza och familjen minerarflugor.
Artens utbredningsområde är Kenya. Inga underarter finns listade i Catalogue of Life.